# Honda Mobilio
Der Honda Mobilio ist ein Van des japanischen Automobilherstellers Honda auf Basis des Honda Brio. Das Fahrzeug wird seit 2014 in Schwellenländern wie Indonesien, Indien oder Thailand verkauft. 2017 erhielt der Mobilio eine Modellpflege.
Den Antrieb des Siebensitzers übernimmt ein 86 kW (117 PS) starker 1,5-Liter-Ottomotor. In Indien ist zudem noch ein 73 kW (99 PS) starker 1,5-Liter-Dieselmotor verfügbar.

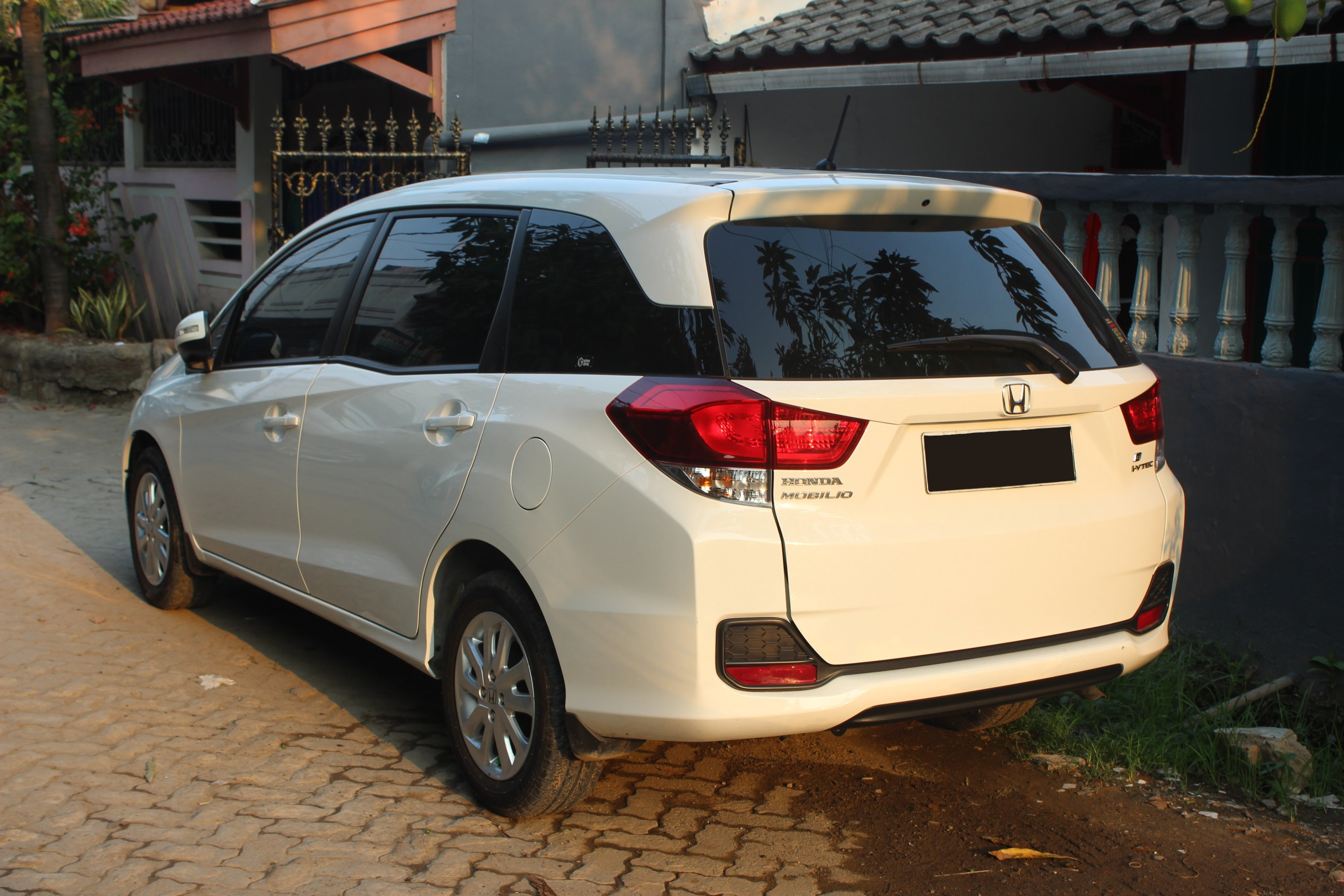
Heckansicht
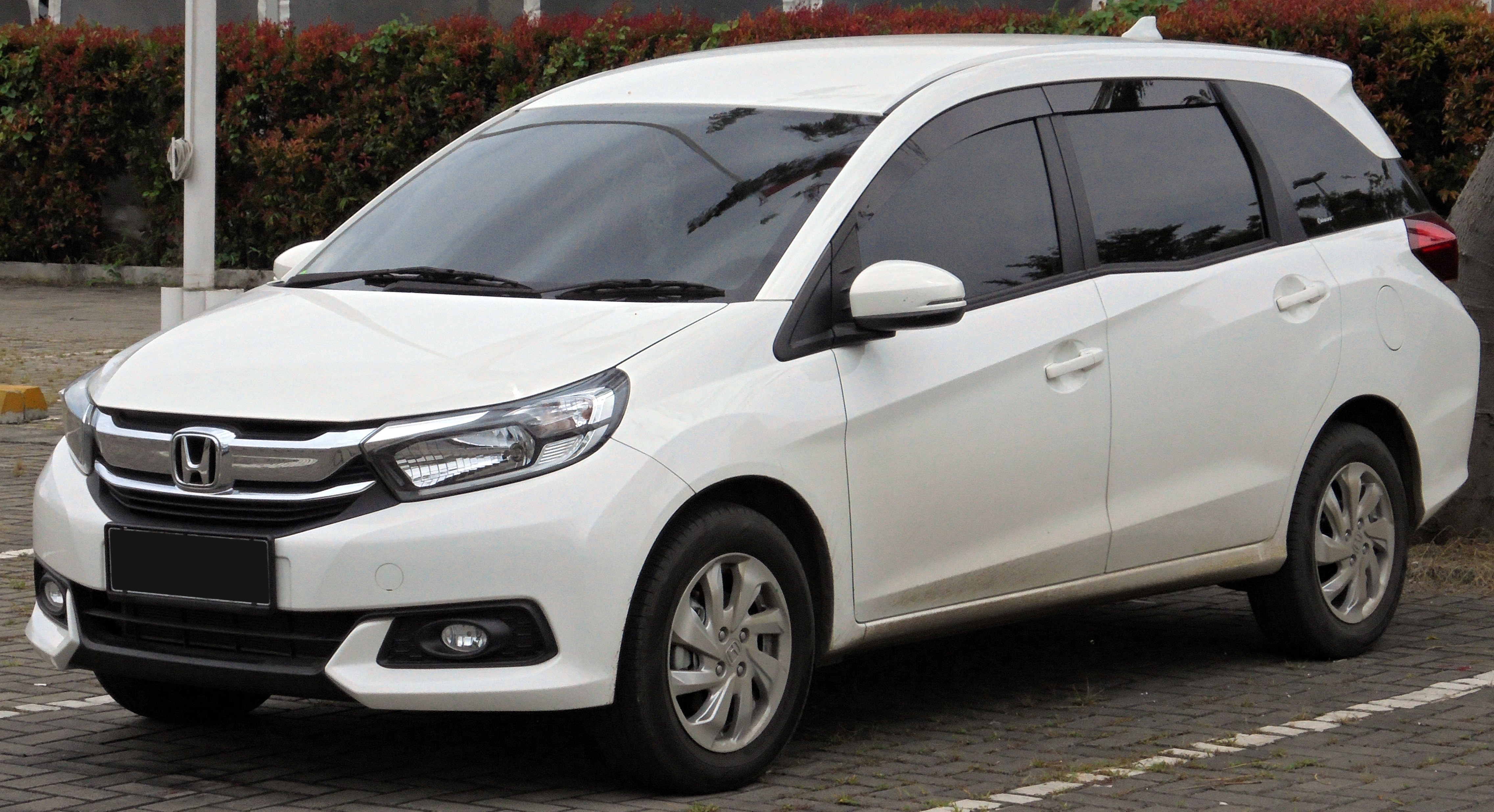
Honda Mobilio (seit 2017)